# حزب الطريق القويم
حزب الطريق القويم (بالتركية: Doğru Yol Partisi). كان حزبًا سياسيًا من يمين الوسط في تركيا، نشط من عام 1983 إلى 2007. خلال معظم تاريخ الحزب، كان الشخصية المركزية له هو سليمان دميرل، رئيس وزراء تركيا الأسبق الذي كان يقود حزب العدالة في السابق، قبل أن يتم إغلاقه في أعقاب الانقلاب العسكري عام 1980.
كان حزب الطريق القويم هو حزب المعارضة الرئيسي في الجمعية الوطنية الكبرى في الفترة من 1987 إلى 1991. وفي وقت لاحق، فاز الحزب بالسلطة في الانتخابات العامة عام 1991، بعد أن ظهر كأكبر حزب في تركيا. ومن الأعضاء البارزين في الحزب، تانسو تشيلر، كانت أول رئيسة وزراء تركيا، وقد خدمت حتى عام 1996. وبعد ذلك عملت بشكلٍ بسيط في العديد من الحكومات الائتلافية.

## أعضاء بارزين

### قادة الحزب
- أحمد تونا (1983)

- يلدرم أفجي (1983–1985)

- حسام الدين جيندورك (1985–1987)

- تانسو تشيلر (1993–2002)

- محمد أغار (2002–2007)

### رئاسة وزراء تركيا
- سليمان دميرل (1991–1993)

- تانسو تشيلر (1993–1996)

### رئاسة تركيا
- سليمان دميرل (1993–2000)